# براينت دبليو. بيلي
براينت دبليو. بيلي (بالإنجليزية: Bryant W. Bailey)‏ هو صحفي وشخصية أعمال أمريكي، ولد في 29 يوليو 1868 في مقاطعة وين في الولايات المتحدة، وتوفي في 3 فبراير 1961.